# パトリック・アレキサンダー

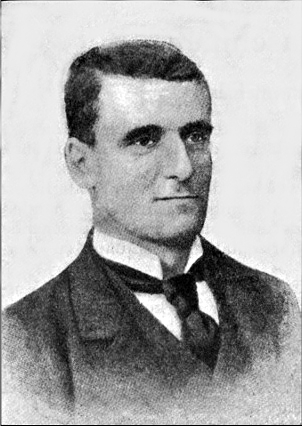
Patrick Young Alexander

パトリック・アレキサンダー（Patrick Young Alexander 、1867年3月28日 – 1943年7月7日）はイギリスの航空のパイオニアである。多くの航空のパイアニアと交流した。

## 生涯・業績
エンジニアで、王立航空協会（Royal Aeronautical Society）の創立メンバーであったアンドリュー・アレキサンダーの息子である。父に連れられて1878年のパリ万国博覧会を見物した時に、アンリ・ジファールの25,000m3のガス気球が52人の乗客をのせて500mの浮上を行うのを見て強い印象をうけた。18歳で軍務につき、オーストラリアに派遣されるがマストから落ち、足を痛めその後デッキで再び同じ足を痛めたことで病院に運ばれたが、歩行が困難となった。
1886年に兄が死に、翌年、母親が没し、1890年に父親が没したので多くの遺産を相続し、航空に関与して暮らすことが可能になった。1891年6月9日、イギリス気球乗りのグリフィス・ブリューワーの気球で最初の飛行を行った。1892年にパーシヴァル・スペンサーに気球、Queen of the West号を製作させ1892年に何度か飛行を行った。1893年には、28,000m3の気球Majestic号を作らせ、これはそれまで最大の気球であり12人を乗せることができた。ベルリンで自らの気球で、気象学者のアルトゥル・ベルソンとラインハルト・シューリンクとともに学術目的の飛行を3度行った。ドイツ航空振興協会を支援した。1890年代には飛行船の開発に着手し、1900年には、フェルディナント・フォン・ツェッペリンの最初の飛行船の飛行に参加した。1900年9月27日には、気球の長時間飛行記録に挑戦するが、18時間後に木に引っかかり飛行は終了した。この気球はBerlin-Tegelの観測所に譲られ、プロシア号と命名されて、1901年7月31日、ベルソンとシューリンクによって高度10,800mの高度記録を作った。この記録は開放式のゴンドラの気球の記録として現在も破られていない。
グライダーや動力飛行機の開発にも興味を示し、多くの航空のパイオニアと交流した。1890年代にオットー・リリエンタールのもとを訪れ、ハイラム・マキシムやオクターブ・シャヌートと親交を結んだ。1902年にはアメリカでサミュエル・ラングレーを訪ね、ライト兄弟のもとも訪れている。1904年に屋敷をイギリス陸軍の気球部隊が基地にしているアルダーショットに移し、サミュエル・フランクリン・コーディと同居した。コーディは、人が乗れる凧の実験を行ない、後にイギリス最初の飛行機による公式飛行に成功した。1910年に航空機用の軽量エンジンの開発者に与える賞金を寄付し、1912年にグスターヴ・グリーンがこれを受賞した。
1922年に破産し、1942年貧窮のなかで没した。